# Dorcadion cervae
Dorcadion cervae es una especie de coleóptero de la familia de los cerambícidos.

## Descripción
Tiene una envergadura de entre 14 y 16 mm.

## Distribución
Se encuentra en Hungría y Eslovaquia, aunque podría estar extinta en esta última.